# هايدكي ميوا
هايدكي ميوا (باليابانية: 三和英樹؛ بالكانا: みわ ひでき) هو متسابق دراجات هوائية ياباني، ولد في 13 مارس 1969 في ياسو في اليابان.

## وصلات خارجية
- هايدكي ميوا على موقع أوليمبيديا (الإنجليزية)